# Patrick Facon
Pour l’article homonyme, voir Facon.
Patrick Facon, né le 12 septembre 1949 à Constantine et mort le 29 mai 2016, est un historien français, chargé de mission au Centre d'études stratégiques aérospatiales (CESA).

## Biographie

### Jeunesse et études
Il obtient un doctorat de 3e cycle à l'université Paris-Nanterre en 1977. Il devient docteur habilité à diriger des recherches en 2000 à l'université Panthéon-Sorbonne. 

### Parcours professionnel
Patrick Facon a été maître de conférences à l'Institut d'études politiques de Paris, conférencier à l'École de l'air, à l'École spéciale militaire de Saint-Cyr et au Centre d'enseignement supérieur aérien (CESA) et enseignant chercheur à l'université de Versailles-Saint-Quentin-en-Yvelines.

## Distinctions
- Médaille de l'Aéronautique (2016)
- Prix Corbay de l'Académie des sciences morales et politiques présidée par Jean Mesnard
- Membre de l'Académie nationale de l'air et de l'espace (1996)